# لنزاهن
لنزاهن (به آلمانی: Lensahn) یک شهر در آلمان است که در استهلشتاین واقع شده‌است.
 لنزاهن  ۴٬۹۳۱ نفر جمعیت دارد.